# ゲンナジー・トルハノフ
ゲンナジー・トルハノフ（1965年1月17日生まれ）はウクライナの政治家である。2014年からオデッサ市長を務めている。 2022年以降、要塞の建設に注力し、ウクライナ軍を支援するための予算政策を優先、難民のための市の人道支援センターを設立している。ゲンナジー・トルハノフは、2012年から2014年までウクライナ最高議会の国会議員でもあった。

## 幼少期と教育
ゲンナジー・トルハノフは1965年1月17日、当時ソビエト連邦の一部であったウクライナ・ソビエト社会主義共和国のオデッサで生まれた。1986年、オデッサのフルンゼ砲兵学校を卒業し、少尉(ウクライナの軍事階級でlieutenant)の階級を授与された。自動車機器の修理、メンテナンスを専門とするエンジニアであった。
2002年から2006年まで、キエフ国立内務大学で学び、法律家としての資格を取得。 2008年にはオデッサ大学（I・I・メニチコフ記念オデッサ国立大学）で博士論文を発表した。
2013年、ウクライナ大統領府の下にある国立行政アカデミーのオデッサ地域公共管理研究所を卒業した。

## 経歴
トルハノフは1986年から軍隊に勤務し、1992年に大尉の階級で退役した。 1992年から1993年まで、トルハノフは小規模な研究生産企業「ミニマックス」のセキュリティサービス責任者を務めた。 その後、1996年までセキュリティ会社「カピタン＆コー」のディレクターを務めた。 2001年、外国投資有限責任会社「ルコイル・ウクライナ」のセキュリティ担当総支配人顧問に就任し、2002年まで勤務。 翌年、ルコイル株式会社のウクライナにおける大統領セキュリティ代表補佐官を務めた。 2004年から2007年まで、トルハノフはウクライナ最高会議（ヴェルホーヴナ・ラーダ）の顧問および顧問補佐を務めた。2007年から2008年まで私企業「ウクルトランスコンテナ」の政府当局および公共関係担当ディレクターの顧問として活躍。 2008年から2011年まで、ウクライナ国家退役軍人委員会の退役軍人部門の地域関係課長として勤務。 2012年3月から11月まで、ブルックリン・キエフ有限会社の顧客関係担当副社長を務めた。

## 政治経歴
2005年、ゲンナジー・トルハノフはオデッサ市議会議員となった。 この期間中、2006年から2010年まで、オデッサ市議会青少年・スポーツ問題常任委員会委員長を務めた。 2010年には、オデッサ市議会与党会派の代表となった。

### 選挙
2012年12月12日、彼は地域党の代表としてウクライナ最高議会に選出された。 2019年7月のウクライナ議会選挙では、トルハノフは野党ブロックの党リストのトップ10に入った。 しかし、この党の全国リストは3.23％の得票率で、5％の選挙障壁を超えることができず、トルハノフは議会に入ることができなかった。

## オデッサ市長
トルハノフは2014年、2015年、2020年と3度にわたりオデッサ市長に選出された。 初めて市長となったのは2014年のユーロマイダン直後である。 2015年のオデッサ市長選では第1回投票で52.9%の得票率を獲得し、再選を果たした。
2020年のオデッサ地方選挙では、トルハノフは「トラスト・ディーズ」の候補者として再び市長選に出馬。 2020年11月15日の決選投票では、野党プラットフォーム「フォー・ライフ」のミコラ・スコリクを破り、54.28%の得票率で勝利した。
トルハノフの在任中、オデッサの沿岸部開発に関するモラトリアム（一時停止）が実施された。 2014年には、キオスク（小売店舗）の撤去に関するモラトリアムを導入した。
また、オデッサの電気交通システムは近代化され、路面電車の車両更新、修理工場の改善、公共交通機関の停留所の更新、電子表示システムおよび追跡ポータルの導入が実施された。 2015年には新しい幼児教育機関も設立された。
捜査の一環として、トルハノフは2018年2月14日、ウクライナのボリスピル国際空港に到着した際、職権乱用による財産横領の容疑で身柄を拘束された。 その後、保釈金を支払い釈放された。2019年7月、オデッサ地方裁判所はトルハノフ市長と他の被告人に対して無罪判決を下した。
トルハノフはウクライナ・ムエタイ・ボクシング連盟の会長を務めた。
トルハノフは、ポチョムキン階段、ルソフ邸、ファルツ・フェイン邸、スカルジンスキー収益住宅などの建築記念物の修復を支援した。 既存の公園の近代化や新規公園の建設も行われ、イスタンブール公園（トルハノフとイスタンブール市長カディル・トプバシュの共同プロジェクト）やギリシャ公園（ギリシャのディアスポラの支援を受けた）などが整備された。
ロシアによるウクライナへの全面侵攻開始後、トルハノフは歴史的事実に対して多様な視点を持つ歴史家による作業部会を設立。オデッサ市政府はUNESCO世界遺産センターのラザレ・エルンドゥ・アソモ所長と協議し、イタリア文化省のメンバー、トリノ工科大学の研究者、UNESCO推薦委員会のメンバー、オデッサの歴史家、文化専門家、建築家を含む作業部会を結成。これにより、オデッサはUNESCO世界遺産の地位を獲得した。
ヘンナジー・トルハノフは国会議員らと共にマドリードで開催された安全保障に関する議会フォーラムにおいてウクライナを代表し、戦時下における都市の課題について議論しました。

### 開かれた市民社会
2017年以降、トルハノフの下でオデッサ市議会は、「公共予算」や「社会的に活発な市民」プラットフォームを含む市民参加を促進するための取り組みを導入した。 さらに、青少年の参加、多文化間協力、および外交使節団との連携を促進するため、高校生議会、青年評議会、「オデッサ諸民族連合」を設立した。

## 国際協力
2014年以降、トルハノフの主導の下でオデッサ市議会は、横浜、 コンスタンツァ、 ヴェネツィア、 クライペダ、 マラケシュ、 マイアミ、モンバサ マインツ を含む姉妹都市およびパートナー都市との協定を締結することで国際協力を強化してきた。さらに、トルハノフは毎年恒例の外交クリスマスフェアの開催や「オデッサ諸民族連合」の設立など、文化・外交イベントを主導してきた。

## ロシアによるウクライナ全面侵攻
ロシアによるウクライナ全面侵攻開始以降、オデッサの市当局は要塞の建設に注力してきた。 予算政策の優先事項は、ウクライナ軍および領土防衛部隊への支援となっている。
戒厳令の導入以降、2024年1月1日時点で、8万5,500人がオデッサ市の地域社会保護部門に申請し、国内避難民としての登録証明書を受け取っている。